# Gołąbek różowy

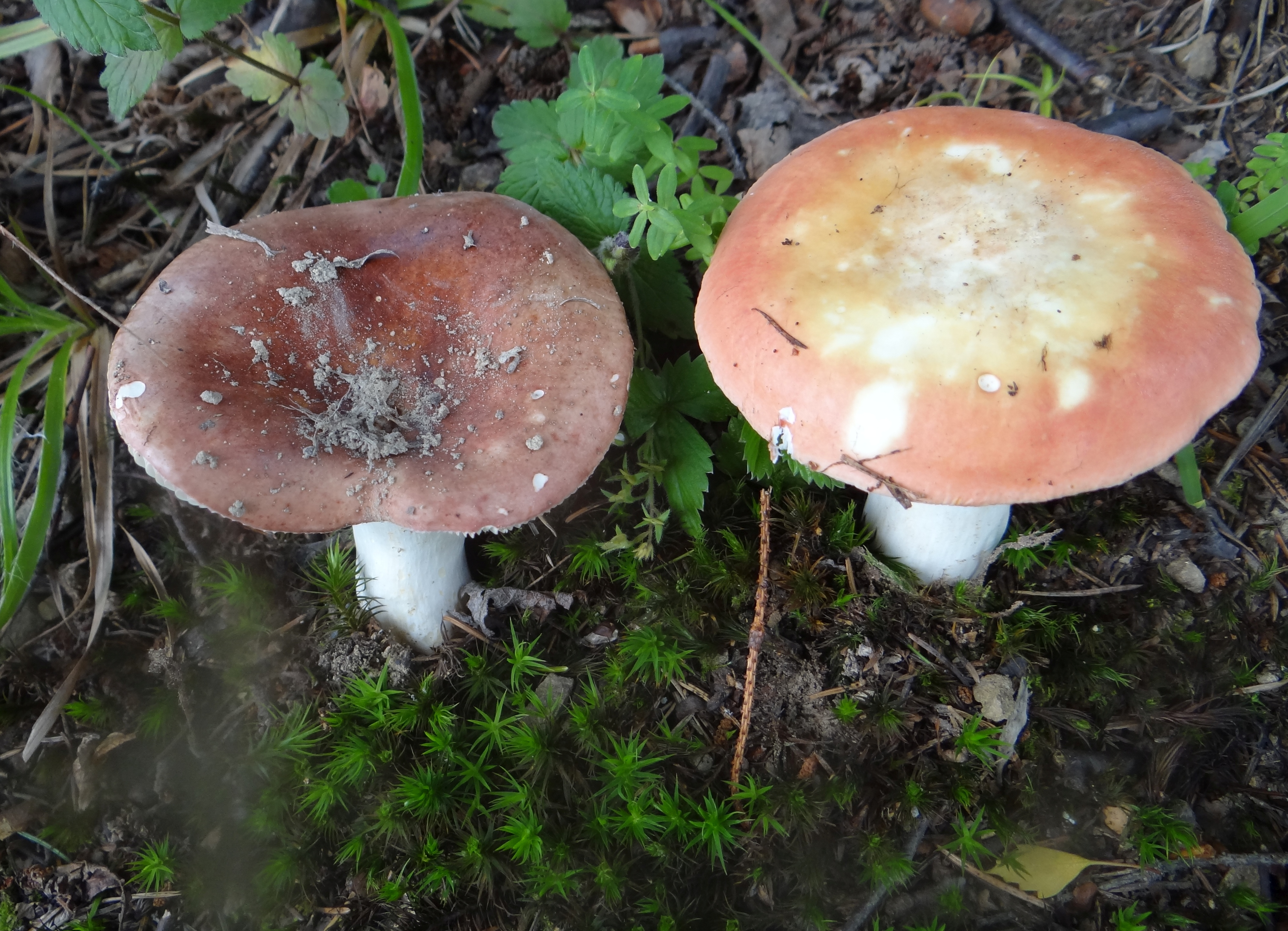

Gołąbek różowy, gołąbek jutrzenkowy (Russula aurora Krombh.) – gatunek grzybów należący do rodziny gołąbkowatych (Russulaceae).

## Systematyka i nazewnictwo
Pozycja w klasyfikacji według Index Fungorum: Russula, Russulaceae, Russulales, Incertae sedis, Agaricomycetes, Agaricomycotina, Basidiomycota, Fungi.
Po raz pierwszy opisał go w 1898 r. Julius Vincenz von Krombholz i nadana przez niego nazwa naukowa jest aktualna. Synonimy:
- Agaricus aurora (Krombh.) Sacc. 1887
- Russula lepida var. aurora (Krombh.) Rea 1932
- Russula rosea Quél. 1888
- Russula velutipes Velen. 1920[2].

Polską nazwę podał Władysław Wojewoda w 2003 r. dla synonimu Russula velutipes, powołując się na Alinę Skirgieło, która w 1991 r. podała nazwę gołąbek różowy, ale dla Russula rosea. Według Index Fungorum jednak jest to inny gatunek. W niektórych atlasach grzybów podawana jest dla Russula aurora nazwa gołąbek jutrzenkowy.

## Morfologia
Kapelusz
Średnica 3–10 cm, dość mięsisty, początkowo półkulisty, potem płaski, na koniec na środku wklęsły z małym garbem. Powierzchnia gładka, żółtocielista, cielistoróżowa, czerwonożółta z pomarańczowym, miejscami miedzianym odcieniem, łosiowa lub morelowa, czasami blaknąca nawet do bialej.
Blaszki
Dość gęste, wąsko przyrośnięte, rozwidlone, początkowo białawe, potem kremowe.
Trzon
Wysokość 4–8 cm, grubość 1–2,5 cm, walcowaty, początkowo pełny i zwarty, potem gąbczasty, często włóknisty. Górna część oszroniona. Często różowy.
Miąższ
Początkowo miękki, sprężysty, potem kruchy, białawy. Zapach przyjemny, smak początkowo gorzkawy, potem słodkawy. W sulfowanilinie szybko barwi się na żywo czerwono.
Wysyp zarodników
Białawy do kremowego, silnie żółknący podczas wysychania.
Cechy mikroskopowe
Podstawki 35–50 × 8–12 µm, bazydiospory odwrotnie jajowate, 6–8 × 5–6,5 µm, pokryte bardzo niskimi brodawkami z delikatnymi łącznikami, nieco amyloidalne z widocznym hilum. Cystydy wrzecionowate, 50–70 × 8–12 µm, zakończone dość długim kończykiem. Strzępki prymordialne pod wpływem fuksyny pokrywają się czerwonymi kropelkami.
Gatunki podobne
Bardzo podobny jest gołąbek rumiany (Russula pseudointegra). Odróżnia się od niego różowym trzonem, silną reakcją z sulfowaniliną, białawym do kremowego wysypem zarodników, mikroskopowo inkrustacją strzępek prymordialnych.

## Występowanie i siedlisko
Występuje w Ameryce Północnej, Europie i Azji. Najwięcej stanowisk podano w Europie i jest w niej szeroko rozprzestrzeniony. W Polsce Władysław Wojewoda w 2003 r. przytoczył 5 stanowisk, w późniejszych latach podano następne, a najbardziej aktualne podaje internetowy atlas grzybów. Znajduje się w nim na liście gatunków zagrożonych i wartych objęcia ochroną.
Naziemny grzyb mykoryzowy. Występuje w lasach liściastych i mieszanych, pod bukami, grabami, brzozami, dębami, jodłami, osikami.

## Znaczenie
Grzyb jadalny. Wśród gołąbków jadalne są gatunki o łagodnym smaku, jednak ze względu na dużą ilość gatunków, trudności z ich rozróżnieniem i możliwością pomylenia z grzybami trującymi, ich zbieranie zaleca się tylko doświadczonym grzybiarzom. Zasada, że grzyby o łagodnym smaku są jadalne dotyczy tylko gołąbków, a i od niej istnieje wyjątek; podano przypadki zatrucia gołąbkiem oliwkowym (Russula olivacea) mającym łagodny smak.